# Despina Vandi
Despina Vandi (Grieks: Δέσποινα Βανδή), geboren als Despina Malea (Grieks: Δέσποινα Μαλέα), (Tübingen, Duitsland, 22 juli 1969) is een Griekse popzangeres.

## Carrière
Vandi's eerste album kwam in 1994 uit. Het album werd echter gediskwalificeerd wegens plagiaat. In 1996 kwam haar tweede album uit.
In 2002 werd Vandi genomineerd voor "Beste Griekse Artiest" tijdens de World Music Awards. In 2003 brak ze internationaal door vanwege het nummer Gia dat door houseremixes van Milk & Sugar en DJ Gregory populair wordt onder dj's. Ze won ook platinum. Ze wordt vaak ook gezien als een mogelijke Griekse vertegenwoordigster voor het Eurovisiesongfestival. In 2009 is zij uitgeroepen tot de beste popzangeres van Griekenland met het nummer "Er bestaat leven" (in het Grieks: Hpargi Zoi).

## Persoonlijk leven
Despina Vandi is in 2003 getrouwd met voetballer Demis Nikolaidis. Het paar heeft twee kinderen.

## Discografie

### Albums
- Gela Mou (1994)
- Esena Perimeno (1996)
- Deka Entoles (1997)
- Profities (1999)
- Gia (2001)
- Despina Vandi Live (2003, livealbum)
- Stin Avli Tou Paradisou (2004)
- 10 Hronia Mazi (2007)
- C'est La Vie (2010)
- Allaxa (2012)
- De Me Stamatises (2014)
- Afti Ine I Diafora Mas (2016)
- To Diko Mou Cinema (2019)

### Singles
- "Spania" (1998)
- "Ipofero" (2000)
- "Ante Gia" (2002)
- "Gia " (2003)
- "Come Along Now" (2004)
- "Opa Opa" (2004)
- "Kalanta" (2006)

| Single met eventuele hitnotering(en) in de Nederlandse Top 40 | Datum van verschijnen | Datum van binnenkomst | Hoogste positie | Aantal weken | Opmerkingen           |
| ------------------------------------------------------------- | --------------------- | --------------------- | --------------- | ------------ | --------------------- |
| Gia                                                           |                       | 04-10-2003            | tip13           | -            | Milk & Sugar radiomix |